# MPICH
El software MPICH, anteriormente conocido como MPICH2, es una implementación libre y portable del estándar MPI. Este estándar es utilizado para el pasaje de mensajes en aplicaciones de memoria distribuida en computación paralela. MPICH es software gratuito y libre, distribuido bajo una Licencia BSD. Se encuentra disponible para la mayoría de los sistemas operativos de tipo Unix (incluyendo Linux y Mac OS X) y para Microsoft Windows. 
MPICH es una implementación de MPI optimizada para entornos homogéneos y myrinet, lo que proporciona un mayor rendimiento en el paso de mensajes entre nodos.

## Historia
La primera versión de MPICH, conocida como MPICH-1, fue desarrollada en conjunto por el Laboratorio Nacional Argonne y la Universidad del estado de Misisipi, y puesta a disposición como software de dominio público. Las letras CH del nombre, refieren a "Chameleon"; una librería portable de programación paralela, desarrollada por William Gropp, uno de los fundadores del proyecto MPICH.
Esta primera versión del proyecto MPICH, implementaba la versión 1.1 del estándar MPI. A partir del año 2001 (aproximadamente), se comenzó a trabajar en una nueva versión de MPICH, que soportara la versión 2 del estándar MPI (MPI-2). Hasta noviembre de 2012, el proyecto MPICH fue conocido como "MPICH2". A partir de entonces, el proyecto pasó a denominarse "MPICH". La versión 3.0 de MPICH implementa el estándar MPI-3.0.
MPICH es una de las implementaciones más populares del estándar MPI. A su vez, es utilizado como la base de muchas otras implementaciones de MPI, incluyendo la IBM MPI (para la supercomputadora Blue Gene), Intel MPI, Cray MPI, Microsoft MPI, Myricom MPI, OSU MVAPICH/MVAPICH2, y muchas otras.